# Orchestina furcillata
Orchestina furcillata là một loài nhện trong họ Oonopidae.
Loài này thuộc chi Orchestina. Orchestina furcillata được Jörg Wunderlich miêu tả năm 2008.